# خنزيريات
الخنزيريات (الاسم العلمي: Suidae) الفصيلة التي تنتمي إليها الخنازير، ظهرت في منتصف عصر الأوليجوسين وبقيت حتى يومنا هذا مع تغييرات طفيفة في الجسم.

## اقرأ كذلك
- قائمة مزدوجات الأصابع حسب العدد
- خنزير النهر